# Stara synagoga w Służewie
Stara synagoga w Służewie – znajdowała się przy ulicy Brzeskiej. Obecnie nie istnieje.